# Паранормальне явище: Примарний світ
«Паранормальне явище: Примарний світ» (англ. Paranormal Activity: The Ghost Dimension) — американський фільм жахіть режисера Ґреґорі Плоткіна, який вийшов 2015 року. У головних ролях Кріс Дж. Мюррей, Брит Шоу, Ден Ґілл.
Вперше фільм продемонстрували 21 жовтня 2015 року у Швейцарії та інших країнах. В Україні у кінопрокаті показ фільму розпочався 22 жовтня 2015 року.

## Сюжет
Дизайнер відеоігор Раян Флідж разом зі своєю дружиною Емілі, донькою Лейлою і братом Майком переїжджають у новий будинок. Там вони знаходять коробку з відеокасетами, на яких записано дивні події.

## Творці фільму

### Знімальна група
Кінорежисер — Ґреґорі Плоткін, сценаристами були Джейсон Пеґан, Ендрю Дойчман, Адам Робітель, Ґевін Геффернан, кінопродюсерами — Джейсон Блум й Орен Пелі, виконавчим продюсером — Стівен Р. Молен. Кінооператор — Джон В. Ратленд, кіномонтаж: Мішель Аллер. Підбір акторів — Джон МакАлері і Террі Тейлор, художник-постановник: Натан Амондсон, артдиректор: Шеннон Кемп і Нік Релбовскі, художник по костюмах — Ліза Ловаас.

### У ролях
| Актор                 | Роль                              |
| --------------------- | --------------------------------- |
| Кріс Дж. Мюррей       | Раян Флідж, дизайнер відеоігор    |
| Брит Шоу              | Емілі Флідж, дружина Раяна        |
| Ден Ґілл              | Майк Флідж, брат Раяна            |
| Айві Джордж           | Лейла Флідж, донька Раяна і Емілі |
| Кеті Фетерстон        | Кеті, сестра Крісті               |
| Джессіка Тайлер Браун | Крісті, сестра Кеті               |
| Голлі Фут             | Лоїс, бабуся Кеті і Крісті        |

## Сприйняття

### Оцінки
Станом на 18 жовтня 2015 року рейтинг очікування фільму на сайті Rotten Tomatoes становив 82 % із 18 040 голосів, середня оцінка 3/5, на сайті Kino-teatr.ua — 9,08/10 із 13 голосів.
Фільм отримав переважно негативні відгуки: Rotten Tomatoes дав оцінку 14 % на основі 36 відгуків від критиків (середня оцінка 3,4/10) і 40 % від глядачів зі середньою оцінкою 2,9/5 (19 561 голос). Загалом на сайті фільми має негативний рейтинг, фільму зарахований «гнилий помідор» від кінокритиків і «розсипаний попкорн» від глядачів, Internet Movie Database — 4,7/10 (830 голосів), Metacritic — 32/100 (7 відгуків критиків) і 4,3/10 від глядачів (16 голосів). Загалом на цьому ресурсі від критиків фільм отримав негативні відгуки, а від глядачів — змішані.

### Виноски
1. 1 2  Paranormal Activity: The Ghost Dimension: Release Info (англ.). Internet Movie Database. Процитовано 18 жовтня 2015.
2. 1 2 3  Паранормальне явище: Примарний світ. Kino-teatr.ua. Процитовано 18 жовтня 2015.
3. ↑  Todd Cunningham (15 жовтня 2015). ‘Paranormal Activity: Ghost Dimension’ Box Office Prospects Slashed by Angry Theater Chains (англ.). The Wrap News Inc. Процитовано 18 жовтня 2015.
4. 1 2  Paranormal Activity: The Ghost Dimension (англ.). Internet Movie Database. Процитовано 23 жовтня 2015.
5. ↑  Paranormal Activity: The Ghost Dimension (2015) (англ.). AllMovie. Процитовано 18 жовтня 2015.
6. ↑  Дар'я Тарасова (22 жовтня 2015). Кінопрем'єри тижня: Добрий Дракула, жахаючі відеокасети та Білл Мюррей в Афганістані. espreso.tv. Архів оригіналу за 23 жовтня 2015. Процитовано 23 жовтня 2015.
7. ↑  Paranormal Activity: The Ghost Dimension: Full Cast & Crew (англ.). Internet Movie Database. Процитовано 18 жовтня 2015.
8. ↑  Paranormal Activity: The Ghost Dimension (англ.). Rotten Tomatoes. Процитовано 23 жовтня 2015.
9. ↑  Paranormal Activity: The Ghost Dimension (англ.). Metacritic. Процитовано 23 жовтня 2015.